# Conceptes d'unitat europea abans del 1945
Els conceptes d'unitat europea abans del 1945 és un fet històricament recent. El nom d'Europa es referia originàriament a solament la part sud-oriental del continent, així com l'Àsia només es referia a l'oest d'Anatòlia, i l'Àfrica a la part nord del continent africà. Va ser la civilització grega qui va utilitzar per primera vegada aquests denominacions en els seus sentits moderns.
La primera proposta de la unificació pacífica d'Europa contra un enemic comú va sorgir després de la caiguda de Constantinoble pels turcs el 1453. Jordi de Podebrady, un rei hussita de Bohèmia, va proposar el 1464 una unió d'Europa, les nacions cristianes contra els turcs. El Regne franc de Carlemany i el Sacre Imperi van ser units per àmplies zones d'Alemanya, Itàlia i França, sota una administració diversa durant centenars d'anys, sense articular una idea de la unitat europea. Tanmateix, el concepte d'una Europa integrada per aquelles parts del continent ocupades per pobles germànics havia arribat a ser comú al segle xix, com s'evidencia en l'obra Rússia i Europa del filòsof rus Nikolai Danilevski. La idea d'«Alemanya i Europa» va ser portada a la seva conclusió fatal per Adolf Hitler.

## Sacre Imperi romanogermànic
El Dr. Yoshio Kikuchi (菊池良生) de la Universitat de Meiji va suggerir que la noció del Sacre Imperi romanogermànic com una entitat política federal va influir en les idees estructurals posteriors de la Unió Europea.

## Pre-Napoleó

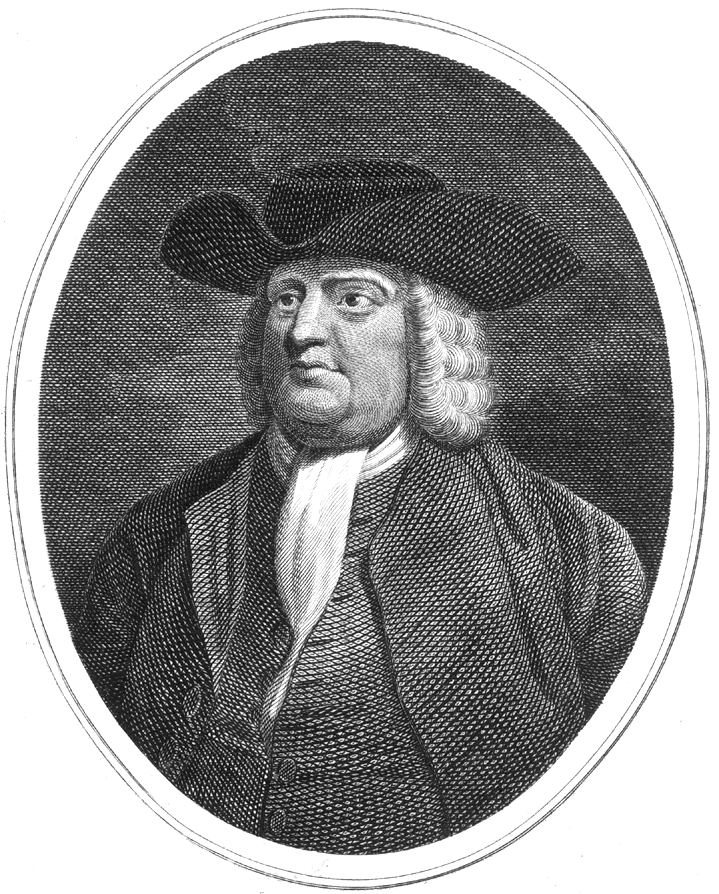
William Penn va proposar un Parlament europeu per prevenir la guerra

El 1693 William Penn, veient la devastació de la guerra a Europa, va proposar un «European dyet, o Parlament», per evitar una guerra més gran, sense definir amb més detall com una institució així tindria cabuda en la realitat política d'Europa en aquell moment.
L'any 1728, l'abat francès Charles-Irénée Castel de Saint-Pierre va proposar la creació d'una lliga europea de 18 estats sobirans, amb el tresor comú, sense fronteres i una unió econòmica.
Després de la Guerra de la Independència dels Estats Units, la visió d'uns Estats Units d'Europa, similar als Estats Units d'Amèrica va ser compartida per uns pocs europeus prominents, en particular el marquès de Lafayette i Tadeusz Kościuszko.
Algun suggeriment d'una unió europea pot deduir-se des de la proposta realitzada per Immanuel Kant el 1795 per a un «congrés de la pau eterna» en la seva obra Per a la pau perpètua.

## Segle XIX
A la dècada de 1800, Napoleó Bonaparte va promulgar al novembre 1806 el bloqueig continental com un embargament de les relacions economicocomercials amb els britànics en interès de l'hegemonia francesa. Felix Markham observa com, durant una conversa a Santa Helena, Napoleó va comentar: «amb Europa dividida en nacionalitats lliurement formades, la pau entre els estats s'hauria convertit en més fàcil: els Estats Units d'Europa podien haver estat una possibilitat».
El pensador socialista Claude-Henri de Rouvroy i l'historiador Augustin Thierry farien el 1814, en escriure l'assaig De la réorganisation de la société européenne, l'evocació d'alguna manera de la federació europea parlamentària.

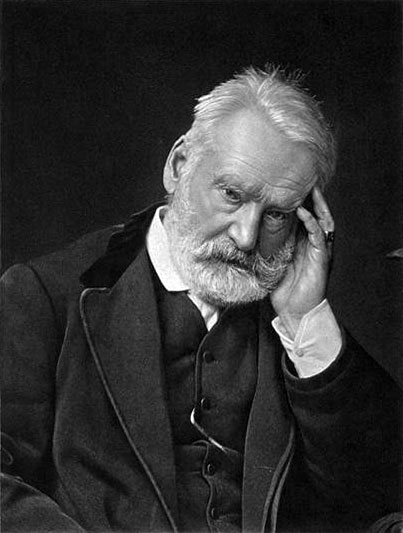
Victor Hugo

Després de la derrota de Napoleó el 1815, la reacció conservadora de la confederació Germànica (en alemany: Deutscher Bund) es va establir com una associació lliure de trenta-vuit estats sobirans alemanys formada pel congrés de Viena. Napoleó havia arrossegat el Sacre Imperi Romanogermànic i simplificat el mapa d'Alemanya. El 1834, la Unió Duanera del Nord d'Alemanya es va formar entre els estats de la confederació, per crear un millor fluix del comerç i reduir la competència interna. Una extensió d'aquesta unió duanera podia haver-se convertit en el model per a una Europa unificada, com va al·ludir Fritz Fischer en Germany's Aims in the First World War. Les idees vigents en aquest moment de la geopolítica i Mitteleuropa també van influir en la prestació d'un marc intel·lectual per a la unió europea a Alemanya.
Estats Units d'Europa era també el nom del concepte presentat per Wojciech Jastrzębowski en «Sobre la pau eterna entre les nacions» (O wiecznym pokoju między narodami), publicat al maig de 1831. El projecte va consistir en un document de 77 articles. Els prevists Estats Units d'Europa seria una organització internacional en lloc d'un superestat.
L'escriptor i polític italià Giuseppe Mazzini va demanar la creació d'una federació de repúbliques europees el 1834, quan va fundar el moviment de la Jove Europa, precursor de la Constitució europea. Això va preparar l'escenari per a la proposta anticipada, més coneguda com la unificació pacífica, mitjançant la cooperació i la igualtat dels seus membres, formulada pel pacifista Victor Hugo el 1847. Hugo va usar el terme Estats Units d'Europa (en francès: États-Unis d'Europe) durant un discurs al congrés Internacional de la Pau, que va tenir lloc a París el 1849. Hugo afavoria la creació «d'un senat sobirà suprem, que fos a Europa el que el parlament és a Anglaterra» i va dir: «Un dia en què totes les nacions del nostre continent formaran una germandat europea... Un dia vindrà quan veurem... els Estats Units d'Amèrica i els Estats Units d'Europa cara a cara, arribant l'un a l'altre pels mars». L'1 de març de 1871 a l'Assemblea Nacional de França també va ser usat el terme Estats Units d'Europa.

## Després de la Primera Guerra Mundial
A propòsit de la catàstrofe de la Primera Guerra Mundial, alguns pensadors i visionaris van començar novament amb la idea d'una Europa políticament unida. El 1923, el comte austríac Richard Nikolaus Graf Coudenhove-Kalergi va fundar el moviment Pan-Europa i va celebrar a Viena el Primer congrés Paneuropeu l'any 1926. Ell creia que l'individualisme i el socialisme seria aprendre a cooperar en lloc de competir, i va instar que el capitalisme i el comunisme s'encreuessin i fertilitzessin mútuament, així com la Reforma protestant havia estimulat a l'Església catòlica a regenerar-se. Per contrast, el 1923, Lev Trotski va plantejar el lema «per uns soviètics Estats Units d'Europa» i «per una Europa comunista no cristiana». Els seus articles sobre el front únic representen una part important del seu llegat polític.

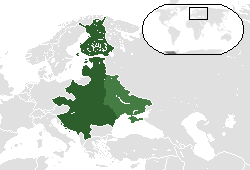
Projecte de Józef Piłsudski per crear una federació a Europa oriental, Międzymorze, sota el domini de Polònia

El 5 de setembre de 1929, el primer ministre francés, Aristide Briand, va pronunciar el seu cèlebre discurs davant la Societat de Nacions, en el qual va defensar la idea d'una «federació europea» basada en la solidaritat, la prosperitat econòmica i la cooperació política i social. La Societat de Nacions va encarregar a Briand un memoràndum del projecte, que va presentar el 1930 sota el títol Memoràndum sobre l'organització d'un sistema d'Unió Federal Europea.
El 1931, el polític francès Édouard Herriot va publicar el llibre Els Estats Units d'Europa. El funcionari britànic Arthur Salter va publicar un llibre amb el mateix títol el 1933.
Entre les dues guerres mundials, l'estadista polonès Józef Piłsudski va considerar la idea d'una federació europea, que va nomenar Międzymorze ('Entre mars'), que era una versió polonesa de Mitteleuropa.
La gran depressió, l'ascens del feixisme i el comunisme i posteriorment, la Segona Guerra Mundial, van impedir que els moviments del període d'entreguerres obtinguessin més suport.

## Impacte de la Segona Guerra mundial

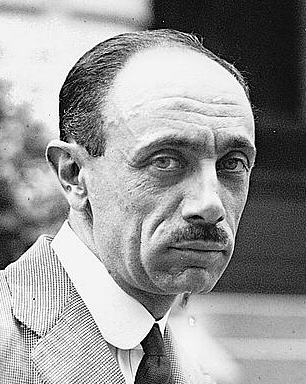
Pál Teleki (1921)

A Gran Bretanya, el grup conegut com a Unió Federal es va posar en marxa al novembre de 1938, i va començar a advocar per una Unió Federal d'Europa com un objectiu de la postguerra. Els seus documents i arguments es van fer molt coneguts entre els resistents al feixisme a Europa i van contribuir al seu pensament de com reconstruir Europa després de la guerra.
Entre els que estaven com a primers defensors de la unió de les nacions europees es trobava el primer ministre hongarès, Pál Teleki. Hongria havia perdut més de dos terços del seu territori al final de la Primera Guerra mundial pel tractat de Trianon de 1920. A començaments de 1941, durant la Segona Guerra mundial, ell es va esforçar per mantenir una Hongria autònoma. Internament, va tractar de satisfer l'orgull nacional que exigia una restauració dels territoris perduts, que Alemanya havia recolzat en el primer arbitratge de Viena de 1938 i en el segon arbitratge de Viena de 1940. Externament, es va esforçar per preservar militarment el seu país i la independència econòmica davant la pressió d'Alemanya per unir-se a la seva invasió de Iugoslàvia. En el llibre Transylvània. The Land Beyond the Forest, Louis C. Cornish descriu com Teleki, sota la vigilància constant per part de la Gestapo alemanya durant 1941, va tenir contactes secrets amb els Estats Units. Teleki no va rebre cap resposta a les seves idees per part dels Estats Units, i quan les tropes alemanyes van avançar a través d'Hongria durant la invasió de Iugoslàvia, el 4 d'abril de 1941 es va suïcidar, i deixà una nota.
El 1943, els ministres alemanys Joachim von Ribbentrop i Cecil von Renthe-Fink van proposar la creació d'una confederació europea, que hauria tingut una moneda única, amb banc central a Berlín, un principi regional, una política laboral i els acords econòmics i comercials. Els països proposats per ser-hi inclosos van ser Alemanya, Itàlia, França, Dinamarca, Noruega, Finlàndia, Eslovàquia, Hongria, Bulgària, Romania, Croàcia, Sèrbia, Grècia i Espanya. Això serviria com una forta alternativa a la Unió Soviètica comunista. Es pot assenyalar que els països del Benelux estaven omesos de la llista de països proposats, ja que la seva futura integració en el Reich alemany ja havia estat decidida.
Més tard, el ministre d'Afers Exteriors alemany Arthur Seyss-Inquart, va dir: «La nova Europa de la solidaritat i la cooperació entre tots els seus habitants trobarà ràpidament la prosperitat econòmica nacional quan les seves fronteres es retirin», mentre que el ministre francès Jacques Benoist-Méchin del govern de Vichy, havia dit que França havia «d'abandonar el nacionalisme i ho faria amb honor en la comunitat europea.» Aquestes il·lusions paneuropees des de principis de 1940 no es van realitzar a causa del fracàs d'Alemanya. Ni Hitler, ni molts dels seus principals jerarques, com Joseph Goebbels, tenien la intenció mínima de posar en perill l'hegemonia absoluta alemanya amb la creació d'una confederació europea. Encara que aquest fet ha estat utilitzat per a insinuar l'acusació de feixisme a la Unió Europea, la idea és molt més antiga que els nazis: ja hi havia estat prevista per John Maynard Keynes, i més tard per Winston Churchill i diversos altres moviments de resistència antinazi.
Una de les figures més influents en aquest procés va ser Altiero Spinelli, coautor amb Ernesto Rossi del manifest de Ventotene titulat Per una Europa lliure i unida. Projecte de manifest realitzat en el seu camp d'internament -l'illa de Ventotene- el 1941, molt abans que el resultat de la guerra fos amb seguretat predictible i d'una àmplia difusió en els moviments de resistència. Spinelli i Rossi junt amb uns vint més, tan bon punt van ser capaços de sortir del camp d'extermini, van constituir el Moviment Federalista Europeu (MFE). La reunió de fundació, secretament va ser celebrada a Milà entre el 27 i 28 d'agost de 1943, i adoptà una «tesi política» que, entre altres coses, declarava: «si s'estableix un ordre de postguerra en què cada estat conservi la seva sobirania nacional completa, la base per a una Tercera Guerra mundial continuarà existint, també després que l'intent nazi d'establir la dominació de l'ètnia alemanya a Europa s'hagi frustrat.» 

El 1943, Jean Monnet, un membre del Comitè d'Alliberament Nacional de la França Lliure del govern a l'exili a Alger, considerat per molts com el futur arquitecte de la unitat europea i nomenat «pare d'Europa», va declarar al comitè:
| « | No hi haurà pau a Europa, si els estats es reconstruïxen sobre una base de sobirania nacional (...) Els països d'Europa són massa petits per a assegurar als seus pobles la prosperitat i els avanços socials indispensables. Això suposa que els estats d'Europa s'agrupin en una federació o "entitat europea" que els converteixi en una unitat econòmica comuna. | » |